# 茶美会
茶美会（さびえ）は、茶道裏千家15代家元 鵬雲斎汎叟宗室（千玄室）の次男・伊住政和（1958-2003）が主宰した茶の湯文化に関する企画、及びその活動体。
「茶の美に出会う」というコンセプトを持つ言葉として提唱された。
1988年に開催された「クラフトシアター茶美会」という企画を発端として、1990年代にはグラフィックデザイナーの田中一光をはじめとする多くのデザイナーやクリエイターが参画し、現代的な茶の湯文化の活動体へと展開した。1992年には、企画運営を担う組織として茶美会文化研究所が設立された。
2003年2月2日の伊住政和の逝去に伴い主要な活動は休止状態にあったが、2022年より伊住政和の次男・伊住禮次朗が主宰に就任した。また、2023年には現代アーティストのナカヤマン。がディレクターに就任した。

## 活動実績
1988年　 
　「クラフトシアター茶美会」開催
1992年　
　「茶美会 然」（会場：原宿クエストホール）開催
　 照明器具「はなさび」（松下電工）シリーズ開発コンサルタント
　「茶美会の宴」プロデュース（会場：銀閣寺）
1993年　
　「茶美会 素」（会場：原宿クエストホール）開催
　  インテリアファブリック「SABIEコレクション」（東リ）開発
1994年
　「数寄の都-京都未来空間美術館」（会場：高島屋京都店）制作 
2000年　
　本格和室「佳辰令月」コンサルタント（三井ホーム株式会社）　　　　
　「光の茶会」（第23回日本文化デザイン会議2000京都 関連イベント）
2022年
　株式会社ミリエーム建築部の屋号を 数寄屋建築 茶美会と定める
　茶美会文化研究所、株式会社ミリエーム内にて再始動
2023年
　ソニーコンピュータサイエンス研究所 京都研究室「寂隠」開設

## 過去の参画メンバー
「茶美会 然」　1992年4月29日-4月30日
クリエイティブメンバー（五十音順）
浅葉克己、粟辻博、五十嵐威暢、石井和紘、伊住政和、伊東順二、石岡瑛子、伊藤隆道、稲越功一、内田繁、上田浩史、エットーレ・ソットサス、大樋長左衛門、大樋年雄、エドワード鈴木、川上元美、川崎和男、加山又造、喜多俊之、北川原温、木田安彦、清水九兵衛、麹谷宏、黒川雅之、小池一子、三枝成彰、崔在銀、佐藤晃一、コシノジュンコ、サイトウマコト、杉本貴志、多田美波、田中一光、タナカノリユキ、勅使河原宏、田原桂一、津村耕佑、戸田正寿、堂本尚郎、中村宗哲、中村公子、中村公美、長友啓典、根岸照彦、林ミノル、藤本晴美、日比野克彦、松永真、三橋いく代、三宅一生、葉祥栄、皆川魔鬼子、横尾忠則、樂吉左衛門、脇田愛二郎
「茶美会 素」　1993年9月29日-10月3日
作品出品者（五十音順）
秋山育、浅井慎平、浅葉克己、粟辻博、五十嵐威暢、伊藤隆道、稲越功一、上田浩史、内田繁、エットーレ・ソットサス、大樋長左衛門、大樋年雄、小川待子、川上元美、川崎和男、北川原温、喜多俊之、木田安彦、清水柾博、黒川雅之、小池一子、麹谷宏、コシノジュンコ、近藤高弘、佐藤晃一、鈴木エドワード、千住博、タナカノリユキ、津村耕佑、戸田正寿、内藤こずえ、中里嘉孝、中村公子、中村公美、長友啓典、スタジオ・ナッソ、檜垣青子、菱沼良樹、日比野克彦、日比野充希子、藤平伸、藤平寧、藤原和、舟橋全二、眞清水伸、松永真、三橋いく代、樂吉左衛門、ローラン・ジュベール、脇田愛二郎